# Visión de camaleón

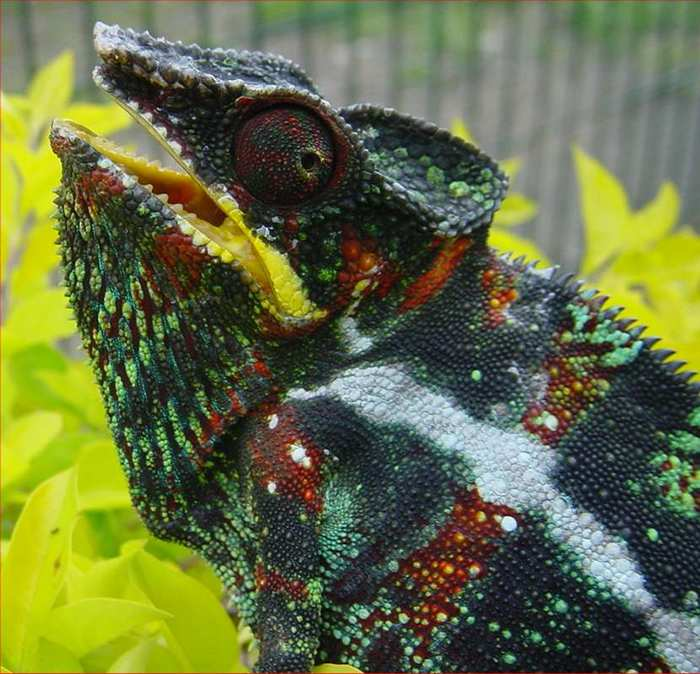
Camaleón, se puede apreciar el detalle del párpado recubriendo casi todo el ojo exceptuando la pupila.

Los camaleones observan el mundo que les rodea alternando la visión de los dos ojos, con lo que obtienen un enfoque preciso a diversas distancias y es uno de los más precisos y sofisticados que existen entre los animales vertebrados.
La características de los ojos de los camaleones tienen varias particularidades, pero la más relevante es la capacidad de sus dos ojos de tener movimientos casi independientes entre sí que les permiten tener una visión de casi 360° y un rango oculomotor muy grande.
El camaleón es un lagarto que tiende a permanecer inmóvil por largos períodos de tiempo a excepción de sus ojos los cuales se mueven frecuentemente para poder obtener información visual del entorno.

## Anatomía óptica
Los camaleones tienen un rango oculomotor mayor a 180° horizontalmente, y 90° verticalmente. Sus ojos están cubiertos casi por completo por el párpado y solo deja al descubierto a la pupila. Los párpados están unidos entre sí en una estructura circular única de ápice redondeado, que rodea por completo el ojo, adoptando así una forma cónica. El párpado está casi fusionado al globo ocular y lo sigue de cerca durante los movimientos oculares. Sus ojos están posicionados lateralmente con respecto a su cabeza, y pueden sobresalir de su órbita casi por completo. El ojo puede rotarse en su órbita gracias a seis músculos extra-oculares, cuya disposición les permite una libre rotación de tres grados sobre su órbita. 
El camaleón tiene otro órgano fotorreceptor adicional llamado ojo parietal con el que pueden mejorar la detección en el amanecer y atardecer.

## Visión casi independiente
Los camaleones tienen la capacidad de mover sus ojos independientemente, esto quiere decir que tienen una visión panorámica que les permite detectar a sus presas sin necesidad de mover su cabeza o cuerpo. 
Cuando un camaleón detecta a una presa, sus ojos convergen en una visión binocular en dónde el movimiento del ojo se detiene y en su lugar el seguimiento de la presa se da por medio del movimiento de su cabeza. Los patrones finos de los movimientos oculares en el seguimiento monocular difiere del seguimiento monocular con respecto a las fases suaves como a las escalonadas.

## Absorción de luz
El camaleón posee conos en su retina pero carece de bastones, por lo cual tienen una visión muy buena durante el día y reconocimiento de colores pero una deficiencia en la vista nocturna, debido a esto, los camaleones solo cazan durante el día y se resguardan a descansar durante la noche. 